# برزوویتسا (چاچاک)
برزوویتسا (به صربی: Brezovica) یک روستا در صربستان است که در چاچاک واقع شده‌است. برزوویتسا ۷٫۴۷ کیلومتر مربع مساحت و ۹۰ نفر جمعیت دارد و ۵۸۶ متر بالاتر از سطح دریا واقع شده‌است.